# Шабельня (Львовская область)
Шабельня (укр. Шабельня) — село в Рава-Русской городской общине Львовского района Львовской области Украины.
Население по переписи 2001 года составляло 864 человека. Занимает площадь 1,42 км². Почтовый индекс — 80317. Телефонный код — 3252.